# Vuelta a España 2021
Die Vuelta a España 2021 war die 76. Austragung der Rundfahrt durch Spanien und wurde vom 14. August bis zum 5. September 2021 über 21 Etappen ausgetragen. Die Grand Tour gehörte zur UCI WorldTour 2021, der Streckenverlauf führte über etwa 3400 Kilometer mit Beginn in Burgos und Ende in Santiago de Compostela.
Gesamtsieger wurde Primož Roglič (Jumbo-Visma), der auch vier Etappen gewann.
Zweiter mit einem Rückstand von 5:42 Minuten wurde Enric Mas (Movistar Team).
Dritter wurde auf 7:42 Minuten Jack Haig, dessen Team Bahrain Victorious die Mannschaftswertung gewann. Sein Teamkollege Gino Mäder wurde Gesamtfünfter und gewann hierdurch die Nachwuchswertung.
Der dreifache Etappensieger Fabio Jakobsen (Deceuninck-Quick Step) gewann die Punktewertung.
Der zweifache Etappensieger Michael Storer (Team DSM) gewann die Bergwertung.
Der dreifache Etappensieger Magnus Cort Nielsen (EF Education-Nippo) wurde als kämpferischster Fahrer ausgezeichnet.

## Teilnehmer

### Teams und Fahrer
Über ein automatisches Startrecht und eine Startpflicht verfügen gemäß den Statuten der UCI die 19 WorldTeams. Dazu lud der Veranstalter drei spanische ProTeams zur Teilnahme an der Spanien-Rundfahrt ein. Die belgische Mannschaft Alpecin-Fenix ist als bestes ProTeam der Saison 2020 ebenfalls zum Start berechtigt.
Insgesamt gingen 184 Fahrer aus 23 Radsportteams an den Start. Das Durchschnittsalter der angetretenen Fahrer liegt bei 28,6 Jahren. Jüngster Starter war der 20-jährige Carlos Canal (Burgos-BH), ältester Teilnehmer wie schon in den beiden Vorjahren Alejandro Valverde (Movistar) mit 41 Jahren.
| WorldTeams (19)- AG2R Citroën Team - Astana-Premier Tech - Bahrain Victorious - Bora-Hansgrohe - Cofidis - Deceuninck-Quick Step - EF Education-Nippo - Groupama-FDJ - Ineos Grenadiers - Intermarché-Wanty-Gobert Matériaux - Israel Start-Up Nation - Jumbo-Visma - Lotto Soudal - Movistar Team - Team BikeExchange - Team DSM - Qhubeka NextHash - Trek-Segafredo - UAE Team Emirates ProTeams (4)- Alpecin-Fenix - Burgos-BH - Caja Rural-Seguros RGA - Euskaltel-Euskadi |
| |

### Favoriten
Titelverteidiger Primož Roglič (Jumbo-Visma) tritt nach seinem sturzbedingten Ausscheiden bei der Tour de France an, um die Spanienrundfahrt zum dritten Mal in Folge zu gewinnen. Am Start ist zudem mit Egan Bernal der Sieger des Giro d’Italia 2021, ebenso sein Ineos-Grenadiers-Teamkollege Richard Carapaz, Sieger im Straßenrennen der Olympischen Spiele in Tokio und Drittplatzierter der Tour de France. Toursieger Tadej Pogačar verzichtete auf eine Teilnahme. Mit Alejandro Valverde und Fabio Aru (Qhubeka-NextHash) treten zwei weitere Grand-Tour-Sieger an, ihnen werden aber allenfalls Außenseiterchancen in der Gesamtwertung eingeräumt. Hingegen gelten Alexander Wlassow (Astana), Miguel Ángel López, Enric Mas (beide Movistar), Hugh Carthy (EF Education-Nippo) und Mikel Landa (Bahrain-Victorious) als Anwärter auf vordere Platzierungen. Von den schnellsten zehn Fahrern des Vorjahres fehlen nur Daniel Martin und David Gaudu in der Startliste.
Favoriten für Etappensiege im Massensprint sind Fabio Jakobsen (Deceuninck-Quick Step), Arnaud Démare (Groupama-FDJ), Jasper Philipsen (Alpecin-Fenix), Michael Matthews (BikeExchange), Juan Sebastián Molano (UAE Team Emirates) und Davide Cimolai (Israel Start-Up Nation). Mit Guillaume Martin (Cofidis) steht der letztjährige Gewinner der Bergwertung wieder am Start.

## Strecke
Die Vuelta a España 2021 beginnt mit einem etwa sieben Kilometer langen Einzelzeitfahren in der Provinzhauptstadt Burgos. Nach der flachen zweiten Etappe gibt es auf dem dritten Teilstück bereits eine Bergankunft am Picón Blanco. Die Etappen 2 und 4 bis 6 sind flach und kommen Sprintern bzw. Puncheuren entgegen. Die siebte Etappe ist die erste von sieben Hochgebirgsetappen, sie endet mit einer weiteren Bergankunft bei Alicante.
Die zweite Rundfahrtwoche beginnt mit einem flachen Teilstück entlang der spanischen Mittelmeerküste, bevor die 9. Etappe an einer weiteren Bergankunft am Alto de Velefique entschieden wird. In Almería legt die Rundfahrt den ersten Ruhetag ein und erreicht auf dem zehnten Teilstück, das ebenfalls überwiegend entlang der Küste ausgetragen wird, ihren südlichsten Punkt. Mit den hügeligen Etappen 11 und 12 setzt sich der Kurs zurück ins Landesinnere fort. Die 13. Etappe ist mit etwa 204 Kilometern das längste Teilstück der Spanienrundfahrt 2021 und bietet erneut den Sprintern eine Gelegenheit zum Etappensieg. Es folgen zwei weitere Bergetappen in der Extremadura und in Kastilien-León.
Am 2. Ruhetag erfolgt ein Transfer von Zentralspanien nach Santander an die Nordküste. Die letzten sechs Etappen werden, beginnend mit dem flachen 16. Teilstück in Laredo, in Kantabrien, Asturien und Galicien ausgetragen. Danach folgen Bergetappen zu den Lagos de Covadonga sowie zum Altu d’El Gamoniteiru, eine hügelige Etappe zwischen Tapia de Casariego und Monforte de Lemos sowie die letzte Bergetappe mit fünf Bergwertungen und über 200 Kilometer Länge ins galicische Mos. Die Entscheidung in der Gesamtwertung fällt im 33,8 Kilometer langen Abschlusszeitfahren der 21. Etappe, das in Santiago de Compostela endet.
Wie schon im Vorjahr wird die Vuelta im Jahr 2021 ausschließlich innerhalb Spaniens ausgetragen.
| Etappe     | Datum    | Etappenorte                                        | type              | Länge (km) | Höhenmeter (m) | Etappensieger       | Gesamtführender      |
| ---------- | -------- | -------------------------------------------------- | ----------------- | ---------- | -------------- | ------------------- | -------------------- |
| 1. Etappe  | 14. Aug. | Burgos – Burgos                                    | Einzelzeitfahren  | 7,1        | 87 m           | Primož Roglič       | Primož Roglič        |
| 2. Etappe  | 15. Aug. | Caleruega – Burgos                                 | Flachetappe       | 166,7      | 1.049 m        | Jasper Philipsen    | Primož Roglič        |
| 3. Etappe  | 16. Aug. | Santo Domingo de Silos – Espinosa de los Monteros  | Hochgebirgsetappe | 202,8      | 2.787 m        | Rein Taaramäe       | Rein Taaramäe        |
| 4. Etappe  | 17. Aug. | El Burgo de Osma-Ciudad de Osma – Molina de Aragón | Flachetappe       | 163,9      | 1.534 m        | Fabio Jakobsen      | Rein Taaramäe        |
| 5. Etappe  | 18. Aug. | Tarancón – Albacete                                | Flachetappe       | 184,4      | 640 m          | Jasper Philipsen    | Kenny Elissonde      |
| 6. Etappe  | 19. Aug. | Requena – Cullera                                  | Hügelige Etappe   | 158,3      | 901 m          | Magnus Cort Nielsen | Primož Roglič        |
| 7. Etappe  | 20. Aug. | Gandia – Balcón de Alicante                        | Hochgebirgsetappe | 152        | 3.707 m        | Michael Storer      | Primož Roglič        |
| 8. Etappe  | 21. Aug. | Santa Pola – La Manga del Mar Menor                | Flachetappe       | 173,7      | 923 m          | Fabio Jakobsen      | Primož Roglič        |
| 9. Etappe  | 22. Aug. | Puerto Lumbreras – Alto de Velefique               | Hochgebirgsetappe | 188        | 4.725 m        | Damiano Caruso      | Primož Roglič        |
|            | 23. Aug. | Ruhetag in Almería                                 | Ruhetag           |            |                |                     |                      |
| 10. Etappe | 24. Aug. | Roquetas de Mar – Rincón de la Victoria            | Hügelige Etappe   | 189        | 2.350 m        | Michael Storer      | Odd Christian Eiking |
| 11. Etappe | 25. Aug. | Antequera – Valdepeñas de Jaén                     | Hügelige Etappe   | 133,6      | 2.647 m        | Primož Roglič       | Odd Christian Eiking |
| 12. Etappe | 26. Aug. | Jaén – Córdoba                                     | Hügelige Etappe   | 175        | 2.018 m        | Magnus Cort Nielsen | Odd Christian Eiking |
| 13. Etappe | 27. Aug. | Belmez – Villanueva de la Serena                   | Flachetappe       | 203,7      | 1.642 m        | Florian Sénéchal    | Odd Christian Eiking |
| 14. Etappe | 28. Aug. | Don Benito – Pico Villuercas                       | Hochgebirgsetappe | 165,7      | 3.448 m        | Romain Bardet       | Odd Christian Eiking |
| 15. Etappe | 29. Aug. | Navalmoral de la Mata – El Barraco                 | Hochgebirgsetappe | 197,5      | 3.860 m        | Rafał Majka         | Odd Christian Eiking |
|            | 30. Aug. | Ruhetag in Santander                               | Ruhetag           |            |                |                     |                      |
| 16. Etappe | 31. Aug. | Laredo – Santa Cruz de Bezana                      | Flachetappe       | 180        | 2.275 m        | Fabio Jakobsen      | Odd Christian Eiking |
| 17. Etappe | 1. Sep.  | Unquera – Lagos de Covadonga                       | Hochgebirgsetappe | 185,8      | 4.437 m        | Primož Roglič       | Primož Roglič        |
| 18. Etappe | 2. Sep.  | Salas – Altu d'El Gamoniteiru                      | Hochgebirgsetappe | 162,6      | 4.957 m        | Miguel Ángel López  | Primož Roglič        |
| 19. Etappe | 3. Sep.  | Tapia de Casariego – Monforte de Lemos             | Hügelige Etappe   | 191,2      | 3.513 m        | Magnus Cort Nielsen | Primož Roglič        |
| 20. Etappe | 4. Sep.  | Sanxenxo – Mos                                     | Hochgebirgsetappe | 202,2      | 4.199 m        | Clément Champoussin | Primož Roglič        |
| 21. Etappe | 5. Sep.  | Padrón – Santiago de Compostela                    | Einzelzeitfahren  | 33,8       | 636 m          | Primož Roglič       | Primož Roglič        |

## Reglement
Das Reglement und die Preisgelder der Vuelta 2021 sind im Specific Regulations, Awards & Technical-Sports Regulation Handbook festgeschrieben.

### Wertungen
Der Führende der Gesamtwertung trägt das Rote Trikot. Die Gesamtwertung ergibt sich wie stets bei Etappenrennen aus der Addition der gefahrenen Zeiten. Für die Etappenersten gibt es – außer bei Zeitfahretappen – 10, 6 und 4 Sekunden Zeitbonifikation. Weitere Bonussekunden (3, 2 und 1 Sekunde) werden einmal je Etappe an einem Zwischensprint oder einer Bergwertung vergeben. Auch hier sind die beiden Zeitfahretappen ausgenommen.
Der Führende in der Punktewertung trägt das Grüne Trikot. Die Punktewertung ergibt sich aus der Addition der Punkte jeder Etappe und der Zwischensprints. In den vorherigen Austragungen der Vuelta wurde im Ziel jeder Etappe die gleiche Punktzahl vergeben. Zur Ausgabe 2021 wurde die Punktevergabe nach Profil der Etappe gestaffelt, so wie es auch die Tour de France und der Giro d’Italia praktizieren. Auf Flachetappen gibt es somit mehr Punkte als auf Bergetappen und in den Zeitfahren, sodass die Chancen der Sprinter auf den Sieg in der Punktewertung höher sind.
| Platzierung                            | 1. | 2. | 3. | 4. | 5. | 6. | 7. | 8. | 9. | 10. | 11. | 12. | 13. | 14. | 15. | auf Etappen                        |
| -------------------------------------- | -- | -- | -- | -- | -- | -- | -- | -- | -- | --- | --- | --- | --- | --- | --- | ---------------------------------- |
| Ziel Flachetappen                      | 50 | 30 | 20 | 18 | 16 | 14 | 12 | 10 | 8  | 7   | 6   | 5   | 4   | 3   | 2   | 2, 4, 5, 8, 13, 16                 |
| Ziel Mittelgebirgsetappen              | 30 | 25 | 22 | 19 | 17 | 15 | 13 | 11 | 9  | 7   | 6   | 5   | 4   | 3   | 2   | 6, 10, 11, 12, 19                  |
| Ziel Hochgebirgsetappen und Zeitfahren | 20 | 17 | 15 | 13 | 11 | 10 | 9  | 8  | 7  | 6   | 5   | 4   | 3   | 2   | 1   | 1, 3, 7, 9, 14, 15, 17, 18, 20, 21 |
| Zwischensprints                        | 20 | 17 | 15 | 13 | 10 |    |    |    |    |     |     |     |     |     |     |                                    |

Der Führende in der Bergwertung trägt das blau-gepunktete Trikot. Diese Wertung ergibt sich aus den Punkten, die für die Fahrer vergeben werden, die einen klassifizierten Anstieg als Erste überfahren.
| Platzierung            | 1. | 2. | 3. | 4. | 5. | 6. |
| ---------------------- | -- | -- | -- | -- | -- | -- |
| Cima Alberto Fernández | 20 | 15 | 10 | 6  | 4  | 2  |
| Kategorie Especial     | 15 | 10 | 6  | 4  | 2  |    |
| 1. Kategorie           | 10 | 6  | 4  | 2  | 1  |    |
| 2. Kategorie           | 5  | 3  | 1  |    |    |    |
| 3. Kategorie           | 3  | 2  | 1  |    |    |    |

Der Führende in der Nachwuchswertung, die für nach dem 1. Januar 1996 geborene Fahrer vorbehalten ist und den Regeln der Gesamtwertung folgt, trägt das Weiße Trikot. In diese Wertung fielen zu Beginn des Rennens 52 Fahrer, also etwa 28 % des Pelotons.
Die Mannschaftswertung ergibt sich aus der Addition der Zeiten der drei besten Fahrer eines Teams auf jeder Etappe. Die Fahrer des führenden Teams tragen eine rote Rückennummer.
Auf allen Etappen mit Ausnahme der Zeitfahrens wird der kämpferischste Fahrer von einer Jury mit einer gelben Rückennummer ausgezeichnet. Diese Jury kürt auch den kämpferischsten Fahrer der Rundfahrt.

### Preisgelder
Während der Vuelta a España 2021 werden voraussichtlich insgesamt 1.115.825 Mio. € Preisgeld ausgeschüttet.
| Platzierung            | 1.        | 2.       | 3.       | 4.       | 5.       | 6.      | 7.      | 8.      | 9.      | 10.–20. | Führung |
| ---------------------- | --------- | -------- | -------- | -------- | -------- | ------- | ------- | ------- | ------- | ------- | ------- |
| Gesamtwertung          | 150.000 € | 57.985 € | 30.000 € | 15.000 € | 12.500 € | 9.000 € | 9.000 € | 6.000 € | 6.000 € | 3.800 € | 500 €   |
| Punktewertung          | 11.000 €  | 5.000 €  | 2.000 €  | —        | —        | —       | —       | —       | —       | —       | 100 €   |
| Bergwertung            | 13.000 €  | 6.600 €  | 3.500 €  | —        | —        | —       | —       | —       | —       | —       | 100 €   |
| Nachwuchswertung       | 11.000 €  | 5.000 €  | 2.000 €  | —        | —        | —       | —       | —       | —       | —       | 70 €    |
| Mannschaftswertung     | 12.500 €  | 7.500 €  | 5.500 €  | 4.300 €  | 3.200 €  | 2.200 € | 1.100 € | 1.000 € | —       | —       | —       |
| Kämpferischster Fahrer | 3.000 €   | —        | —        | —        | —        | —       | —       | —       | —       | —       | —       |

| Platzierung               | 1.       | 2.      | 3.      | Anmerkung                             |
| ------------------------- | -------- | ------- | ------- | ------------------------------------- |
| Etappenwertung            | 11.000 € | 5.500 € | 2.700 € | gestaffelt bis zum 20. Platz (360 €)  |
| Zwischensprints           | 550 €    | 180 €   | 95 €    | 19 Zwischensprints während der Vuelta |
| Cima Alberto Fernández    | 1.000 €  | 520 €   | —       | 01 Wertung (Altu d’El Gamoniteiru)    |
| Bergwertung Kat. Especial | 920 €    | 650 €   | —       | 02 Wertungen während der Vuelta       |
| Bergwertung Kat. 1        | 460 €    | 310 €   | —       | 13 Wertungen während der Vuelta       |
| Bergwertung Kat. 2        | 230 €    | 155 €   | —       | 13 Wertungen während der Vuelta       |
| Bergwertung Kat. 3        | 115 €    | 80 €    | —       | 14 Wertungen während der Vuelta       |
| Mannschaft                | 400 €    | 200 €   | 100 €   | schnellste Mannschaft der Etappe      |
| Kämpferischster Fahrer    | 200 €    | —       | —       | ausgenommen Zeitfahren                |

## Wertungen im Rennverlauf
| Etappe                         | Etappensieger                  | Gesamtwertung              | Punktewertung           | Bergwertung             | Nachwuchswertung     | Mannschaftswertung | Kämpferischster Fahrer    |
| ------------------------------ | ------------------------------ | -------------------------- | ----------------------- | ----------------------- | -------------------- | ------------------ | ------------------------- |
| 1                              | Primož Roglič (TJV)            | Primož Roglič (TJV)        | Primož Roglič (TJV) (1) | Sepp Kuss (TJV)         | Andrea Bagioli (DQT) | Jumbo-Visma        | nicht vergeben            |
| 2                              | Jasper Philipsen (AFC)         | Primož Roglič (TJV)        | Jasper Philipsen (AFC)  | Sepp Kuss (TJV)         | Andrea Bagioli (DQT) | Jumbo-Visma        | Diego Rubio (BBH)         |
| 3                              | Rein Taaramäe (IWG)            | Rein Taaramäe (IWG)        | Jasper Philipsen (AFC)  | Rein Taaramäe (IWG) (2) | Egan Bernal (IGD)    | UAE Team Emirates  | Julen Amezqueta (CJR)     |
| 4                              | Fabio Jakobsen (DQT)           | Rein Taaramäe (IWG)        | Fabio Jakobsen (DQT)    | Rein Taaramäe (IWG) (2) | Egan Bernal (IGD)    | UAE Team Emirates  | Ángel Madrazo (BBH)       |
| 5                              | Jasper Philipsen (AFC)         | Kenny Elissonde (TFS)      | Jasper Philipsen (AFC)  | Rein Taaramäe (IWG) (2) | Egan Bernal (IGD)    | UAE Team Emirates  | Oier Lazkano (CJR)        |
| 6                              | Magnus Cort Nielsen (EFN)      | Primož Roglič (TJV)        | Jasper Philipsen (AFC)  | Rein Taaramäe (IWG) (2) | Egan Bernal (IGD)    | Movistar Team      | Joan Bou (EUS)            |
| 7                              | Michael Storer (DSM)           | Primož Roglič (TJV)        | Jasper Philipsen (AFC)  | Pawel Siwakow (IGD)     | Egan Bernal (IGD)    | Movistar Team      | Michael Storer (DSM)      |
| 8                              | Fabio Jakobsen (DQT)           | Primož Roglič (TJV)        | Fabio Jakobsen (DQT)    | Pawel Siwakow (IGD)     | Egan Bernal (IGD)    | Movistar Team      | Aritz Bagües (CJR)        |
| 9                              | Damiano Caruso (TBV)           | Primož Roglič (TJV)        | Fabio Jakobsen (DQT)    | Damiano Caruso (TBV)    | Egan Bernal (IGD)    | Movistar Team      | Julen Amezqueta (CJR)     |
| 10                             | Michael Storer (DSM)           | Odd Christian Eiking (IWG) | Fabio Jakobsen (DQT)    | Damiano Caruso (TBV)    | Egan Bernal (IGD)    | Ineos Grenadiers   | Matteo Trentin (UAD)      |
| 11                             | Primož Roglič (TJV)            | Odd Christian Eiking (IWG) | Fabio Jakobsen (DQT)    | Damiano Caruso (TBV)    | Egan Bernal (IGD)    | Ineos Grenadiers   | Jonathan Lastra (CJR)     |
| 12                             | Magnus Cort Nielsen (EFN)      | Odd Christian Eiking (IWG) | Fabio Jakobsen (DQT)    | Damiano Caruso (TBV)    | Egan Bernal (IGD)    | Ineos Grenadiers   | Julen Amezqueta (CJR)     |
| 13                             | Florian Sénéchal (DQT)         | Odd Christian Eiking (IWG) | Fabio Jakobsen (DQT)    | Damiano Caruso (TBV)    | Egan Bernal (IGD)    | Ineos Grenadiers   | Álvaro Cuadros (CJR)      |
| 14                             | Romain Bardet (DSM)            | Odd Christian Eiking (IWG) | Fabio Jakobsen (DQT)    | Romain Bardet (DSM)     | Egan Bernal (IGD)    | Ineos Grenadiers   | Daniel Navarro (BBH)      |
| 15                             | Rafał Majka (UAD)              | Odd Christian Eiking (IWG) | Fabio Jakobsen (DQT)    | Romain Bardet (DSM)     | Egan Bernal (IGD)    | Ineos Grenadiers   | Rafał Majka (UAD)         |
| 16                             | Fabio Jakobsen (DQT)           | Odd Christian Eiking (IWG) | Fabio Jakobsen (DQT)    | Romain Bardet (DSM)     | Egan Bernal (IGD)    | Ineos Grenadiers   | Jetse Bol (BBH)           |
| 17                             | Primož Roglič (TJV)            | Primož Roglič (TJV)        | Fabio Jakobsen (DQT)    | Romain Bardet (DSM)     | Egan Bernal (IGD)    | Bahrain Victorious | Egan Bernal (IGD)         |
| 18                             | Miguel Ángel López (MOV)       | Primož Roglič (TJV)        | Fabio Jakobsen (DQT)    | Michael Storer (DSM)    | Egan Bernal (IGD)    | Bahrain Victorious | Michael Storer (DSM)      |
| 19                             | Magnus Cort Nielsen (EFN)      | Primož Roglič (TJV)        | Fabio Jakobsen (DQT)    | Michael Storer (DSM)    | Egan Bernal (IGD)    | Bahrain Victorious | Andreas Kron (LTS)        |
| 20                             | Clément Champoussin (ACT)      | Primož Roglič (TJV)        | Fabio Jakobsen (DQT)    | Michael Storer (DSM)    | Gino Mäder (TBV)     | Bahrain Victorious | Ryan Gibbons (UAD)        |
| 21                             | Primož Roglič (TJV)            | Primož Roglič (TJV)        | Fabio Jakobsen (DQT)    | Michael Storer (DSM)    | Gino Mäder (TBV)     | Bahrain Victorious | nicht vergeben            |
| Gesamtsieger der jew. Wertung: | Gesamtsieger der jew. Wertung: | Primož Roglič (TJV)        | Fabio Jakobsen (DQT)    | Michael Storer (DSM)    | Gino Mäder (TBV)     | Bahrain Victorious | Magnus Cort Nielsen (EFN) |

## Endergebnisse
| \| Gesamtwertung \| Gesamtwertung \| Gesamtwertung \| Gesamtwertung \| Gesamtwertung \| \| Fahrer \| Fahrer \| Land \| Team \| Zeit \| \| ------------- \| -------------------- \| ---------------------- \| ---------------------------------- \| ----------------- \| \| 1. \| Primož Roglič \| Slowenien \| Jumbo-Visma \| 83 h 55 min 29 s \| \| 2. \| Enric Mas \| Spanien \| Movistar Team \| + 4 min 42 s \| \| 3. \| Jack Haig \| Australien \| Bahrain Victorious \| + 7 min 40 s \| \| 4. \| Adam Yates \| Vereinigtes Königreich \| Ineos Grenadiers \| + 9 min 06 s \| \| 5. \| Gino Mäder \| Schweiz \| Bahrain Victorious \| + 11 min 33 s \| \| 6. \| Egan Bernal \| Kolumbien \| Ineos Grenadiers \| + 13 min 27 s \| \| 7. \| David de la Cruz \| Spanien \| UAE Team Emirates \| + 18 min 33 s \| \| 8. \| Sepp Kuss \| Vereinigte Staaten \| Jumbo-Visma \| + 18 min 55 s \| \| 9. \| Guillaume Martin \| Frankreich \| Cofidis \| + 20 min 27 s \| \| 10. \| Felix Großschartner \| Österreich \| Bora-Hansgrohe \| + 22 min 22 s \| \| 11. \| Odd Christian Eiking \| Norwegen \| Intermarché-Wanty-Gobert Matériaux \| + 25 min 14 s \| \| 12. \| Steven Kruijswijk \| Niederlande \| Jumbo-Visma \| + 26 min 42 s \| \| 13. \| Juan Pedro López \| Spanien \| Trek-Segafredo \| + 31 min 21 s \| \| 14. \| Geoffrey Bouchard \| Frankreich \| AG2R Citroën Team \| + 49 min 09 s \| \| 15. \| Rémy Rochas \| Frankreich \| Cofidis \| + 52 min 32 s \| \| 16. \| Clément Champoussin \| Frankreich \| AG2R Citroën Team \| + 57 min 29 s \| \| 17. \| Damiano Caruso \| Italien \| Bahrain Victorious \| + 1 h 05 min 31 s \| \| 18. \| Sam Oomen \| Niederlande \| Jumbo-Visma \| + 1 h 09 min 25 s \| \| 19. \| Óscar Cabedo \| Spanien \| Burgos-BH \| + 1 h 12 min 43 s \| \| 20. \| Steff Cras \| Belgien \| Lotto-Soudal \| + 1 h 22 min 06 s \| |                      |                        |                                    |                   |
| |                      |                        |                                    |                   |
| Quelle: ProCyclingStats |                      |                        |                                    |                   |
| Gesamtwertung |                      |                        |                                    |                   |
| Fahrer | Fahrer               | Land                   | Team                               | Zeit              |
| 1. | Primož Roglič        | Slowenien              | Jumbo-Visma                        | 83 h 55 min 29 s  |
| 2. | Enric Mas            | Spanien                | Movistar Team                      | + 4 min 42 s      |
| 3. | Jack Haig            | Australien             | Bahrain Victorious                 | + 7 min 40 s      |
| 4. | Adam Yates           | Vereinigtes Königreich | Ineos Grenadiers                   | + 9 min 06 s      |
| 5. | Gino Mäder           | Schweiz                | Bahrain Victorious                 | + 11 min 33 s     |
| 6. | Egan Bernal          | Kolumbien              | Ineos Grenadiers                   | + 13 min 27 s     |
| 7. | David de la Cruz     | Spanien                | UAE Team Emirates                  | + 18 min 33 s     |
| 8. | Sepp Kuss            | Vereinigte Staaten     | Jumbo-Visma                        | + 18 min 55 s     |
| 9. | Guillaume Martin     | Frankreich             | Cofidis                            | + 20 min 27 s     |
| 10. | Felix Großschartner  | Österreich             | Bora-Hansgrohe                     | + 22 min 22 s     |
| 11. | Odd Christian Eiking | Norwegen               | Intermarché-Wanty-Gobert Matériaux | + 25 min 14 s     |
| 12. | Steven Kruijswijk    | Niederlande            | Jumbo-Visma                        | + 26 min 42 s     |
| 13. | Juan Pedro López     | Spanien                | Trek-Segafredo                     | + 31 min 21 s     |
| 14. | Geoffrey Bouchard    | Frankreich             | AG2R Citroën Team                  | + 49 min 09 s     |
| 15. | Rémy Rochas          | Frankreich             | Cofidis                            | + 52 min 32 s     |
| 16. | Clément Champoussin  | Frankreich             | AG2R Citroën Team                  | + 57 min 29 s     |
| 17. | Damiano Caruso       | Italien                | Bahrain Victorious                 | + 1 h 05 min 31 s |
| 18. | Sam Oomen            | Niederlande            | Jumbo-Visma                        | + 1 h 09 min 25 s |
| 19. | Óscar Cabedo         | Spanien                | Burgos-BH                          | + 1 h 12 min 43 s |
| 20. | Steff Cras           | Belgien                | Lotto-Soudal                       | + 1 h 22 min 06 s |

| Punktewertung | Punktewertung       | Punktewertung | Punktewertung         | Punktewertung |
| Fahrer        | Fahrer              | Land          | Team                  | Punkte        |
| ------------- | ------------------- | ------------- | --------------------- | ------------- |
| 1.            | Fabio Jakobsen      | Niederlande   | Deceuninck-Quick Step | 250 P.        |
| 2.            | Primož Roglič       | Slowenien     | Jumbo-Visma           | 199 P.        |
| 3.            | Magnus Cort Nielsen | Dänemark      | EF Education-Nippo    | 161 P.        |
| 4.            | Matteo Trentin      | Italien       | UAE Team Emirates     | 145 P.        |
| 5.            | Enric Mas           | Spanien       | Movistar Team         | 120 P.        |
| 6.            | Alberto Dainese     | Italien       | Team DSM              | 120 P.        |
| 7.            | Michael Matthews    | Australien    | BikeExchange          | 114 P.        |
| 8.            | Andrea Bagioli      | Italien       | Deceuninck-Quick Step | 101 P.        |
| 9.            | Egan Bernal         | Kolumbien     | Ineos Grenadiers      | 96 P.         |
| 10.           | Arnaud Démare       | Frankreich    | Groupama-FDJ          | 91 P.         |

| Bergwertung | Bergwertung    | Bergwertung        | Bergwertung        | Bergwertung |
| Fahrer      | Fahrer         | Land               | Team               | Punkte      |
| ----------- | -------------- | ------------------ | ------------------ | ----------- |
| 1.          | Michael Storer | Australien         | Team DSM           | 80 P.       |
| 2.          | Romain Bardet  | Frankreich         | Team DSM           | 61 P.       |
| 3.          | Primož Roglič  | Slowenien          | Jumbo-Visma        | 51 P.       |
| 4.          | Damiano Caruso | Italien            | Bahrain Victorious | 33 P.       |
| 5.          | Rafał Majka    | Polen              | UAE Team Emirates  | 33 P.       |
| 6.          | Jack Haig      | Australien         | Bahrain Victorious | 23 P.       |
| 7.          | Sepp Kuss      | Vereinigte Staaten | Jumbo-Visma        | 19 P.       |
| 8.          | Enric Mas      | Spanien            | Movistar Team      | 17 P.       |
| 9.          | Egan Bernal    | Kolumbien          | Ineos Grenadiers   | 16 P.       |
| 10.         | Fabio Aru      | Italien            | Qhubeka NextHash   | 16 P.       |

| Nachwuchswertung | Nachwuchswertung    | Nachwuchswertung | Nachwuchswertung       | Nachwuchswertung  |
| Fahrer           | Fahrer              | Land             | Team                   | Zeit              |
| ---------------- | ------------------- | ---------------- | ---------------------- | ----------------- |
| 1.               | Gino Mäder          | Schweiz          | Bahrain Victorious     | 84 h 07 min 02 s  |
| 2.               | Egan Bernal         | Kolumbien        | Ineos Grenadiers       | + 1 min 54 s      |
| 3.               | Juan Pedro López    | Spanien          | Trek-Segafredo         | + 19 min 48 s     |
| 4.               | Rémy Rochas         | Frankreich       | Cofidis                | + 40 min 59 s     |
| 5.               | Clément Champoussin | Frankreich       | AG2R Citroën Team      | + 45 min 56 s     |
| 6.               | Steff Cras          | Belgien          | Lotto-Soudal           | + 1 h 10 min 33 s |
| 7.               | Jefferson Cepeda    | Ecuador          | Caja Rural-Seguros RGA | + 1 h 47 min 21 s |
| 8.               | Pavel Sivakov       | Russland         | Ineos Grenadiers       | + 1 h 53 min 14 s |
| 9.               | Gotzon Martín       | Spanien          | Euskaltel-Euskadi      | + 1 h 59 min 06 s |
| 10.              | Michael Storer      | Australien       | Team DSM               | + 2 h 11 min 12 s |

| Mannschaftswertung | Mannschaftswertung                 | Mannschaftswertung           | Mannschaftswertung |
| Team               | Team                               | Land                         | Zeit               |
| ------------------ | ---------------------------------- | ---------------------------- | ------------------ |
| 1.                 | Bahrain Victorious                 | Bahrain                      | 252 h 19 min 35 s  |
| 2.                 | Jumbo-Visma                        | Niederlande                  | + 7 min 26 s       |
| 3.                 | Ineos Grenadiers                   | Vereinigtes Königreich       | + 32 min 18 s      |
| 4.                 | UAE Team Emirates                  | Vereinigte Arabische Emirate | + 1 h 05 min 10 s  |
| 5.                 | Intermarché-Wanty-Gobert Matériaux | Belgien                      | + 1 h 15 min 05 s  |
| 6.                 | Movistar Team                      | Spanien                      | + 1 h 17 min 16 s  |
| 7.                 | AG2R Citroën Team                  | Frankreich                   | + 1 h 43 min 04 s  |
| 8.                 | Cofidis                            | Frankreich                   | + 2 h 15 min 39 s  |
| 9.                 | Trek-Segafredo                     | Vereinigte Staaten           | + 2 h 38 min 20 s  |
| 10.                | Team DSM                           | Deutschland                  | + 2 h 59 min 49 s  |